# Anisogomphus vulvalis
Anisogomphus vulvalis är en trollsländeart som beskrevs av Yousuf och Yunus 1977. Anisogomphus vulvalis ingår i släktet Anisogomphus och familjen flodtrollsländor. IUCN kategoriserar arten globalt som otillräckligt studerad. Inga underarter finns listade i Catalogue of Life.